# Attilio Dottesio
Attilio Dottesio (Desenzano del Garda, 16 luglio 1909 – Roma, 12 febbraio 1989) è stato un attore italiano.

## Biografia
Iniziò la carriera nel mondo dello spettacolo come cantante leggero, esibendosi per un lungo periodo anche in Francia nei primi anni trenta, dove girò il film Le perle della corona (1935) di Sacha Guitry. Tornato a Roma, seguì i corsi del Centro sperimentale di cinematografia, diplomandosi in recitazione nel 1942 e debuttando nel cinema italiano con la pellicola La peccatrice di Amleto Palermi.
Nella sua lunga carriera apparve in quasi 150 film, passando tra tutti i generi, dallo storico, al sentimentale, allo spionaggio, al western e al comico satirico, lavorando anche saltuariamente nella prosa radiofonica teatrale e nel doppiaggio. Durante la Repubblica di Salò recitò in alcune pellicole al Cinevillaggio della Giudecca, a Venezia. Interpretò anche il fotoromanzo Quando mi vedrai, con Gabriella Farinon, Roel Bos, Anna Glori (Sogno n. 8, 1 giugno 1965). Chiuse la carriera nel 1985 e morì a Roma all'età di 79 anni.

## Filmografia parziale

Arturo Dominici e Attilio Dottesio nel film I due evasi di Sing Sing (1964)

### Cinema
- Le perle della corona (Les Perles de la couronne), regia di Sacha Guitry (1935)
- La peccatrice, regia di Amleto Palermi (1940)
- Il cavaliere senza nome, regia di Ferruccio Cerio (1941)
- Il bravo di Venezia, regia di Carlo Campogalliani (1941)
- L'amore canta, regia di Ferdinando Maria Poggioli (1941)
- La bisbetica domata, regia di Ferdinando Maria Poggioli (1942)
- Giacomo l'idealista, regia di Alberto Lattuada (1943)
- L'uomo dalla croce, regia di Roberto Rossellini (1943)
- Aeroporto, regia di Piero Costa (1944)
- Fatto di cronaca, regia di Piero Ballerini (1945)
- L'angelo del miracolo, regia di Piero Ballerini (1945)
- Rocambole, regia di Jacques de Baroncelli (1947)
- La rivincita di Baccarat (La Revanche de Baccarat), regia di Jacques de Baroncelli (1947)
- La Certosa di Parma, regia di Christian-Jaque (1947)
- Riso amaro, regia di Giuseppe De Santis (1949)
- Il lupo della Sila, regia di Duilio Coletti (1949)
- Cavalcata d'eroi, regia di Mario Costa (1949)
- I fuorilegge, regia di Aldo Vergano (1950)
- Contro la legge, regia di Flavio Calzavara (1950)
- I falsari, regia di Franco Rossi (1951)
- Il tradimento, regia di Riccardo Freda (1951)
- Operazione Mitra, regia di Giorgio Cristallini (1951)
- La ragazza di Trieste, regia di Bernard Borderie (1951)
- La vendetta di Aquila Nera, regia di Riccardo Freda (1951)
- Fuoco nero, regia di Silvio Siano (1951)
- Anna, regia di Alberto Lattuada (1952)
- Il lupo della frontiera, regia di Edoardo Anton (1952)
- Camicie rosse (Anita Garibaldi), regia di Goffredo Alessandrini (1952)
- Legione straniera, regia di Basilio Franchina (1952)
- Europa '51, regia di Roberto Rossellini (1952)
- La storia del fornaretto di Venezia, regia di Giacinto Solito (1952)
- Puccini, regia di Carmine Gallone (1953)
- Prigioniera della torre di fuoco, regia di Giorgio Walter Chili (1952)
- Perdonami!, regia di Mario Costa (1953)
- Gioventù alla sbarra, regia di Ferruccio Cerio (1953)
- Noi peccatori, regia di Guido Brignone (1953)
- La nave delle donne maledette, regia di Raffaello Matarazzo (1953)
- Non è mai troppo tardi, regia di Filippo Walter Ratti (1953)
- La Gioconda, regia di Giacinto Solito (1953)
- Yalis, la vergine del Roncador, regia di Francesco De Robertis (1953)
- La prigioniera di Amalfi, regia di Giorgio Cristallini (1954)
- La barriera della legge, regia di Piero Costa (1954)
- Accadde di notte, regia di Gian Paolo Callegari (1955)
- Alèm de Rio das Mortes, regia di Duilio Mastroianni (1958)
- Viva l'Italia, regia di Roberto Rossellini (1960)
- La grande vallata, regia di Angelo Dorigo (1961)
- Vanina Vanini, regia di Roberto Rossellini (1961)
- Il sicario, regia di Damiano Damiani (1961)
- Il trionfo di Maciste, regia di Tanio Boccia (1961)
- La vendetta di Ursus, regia di Luigi Capuano (1961)
- Un branco di vigliacchi, regia di Fabrizio Taglioni (1962)
- Venere imperiale, regia di Jean Delannoy (1962)
- La smania addosso, regia di Marcello Andrei (1962)
- Zorro contro Maciste, regia di Umberto Lenzi (1962)
- La ballata dei mariti, regia di Fabrizio Taglioni (1963)
- Sansone contro i pirati, regia di Tanio Boccia (1963)
- Il Leone di San Marco, regia di Luigi Capuano (1963)
- Il colosso di Roma, regia di Giorgio Ferroni (1963)
- Panic Button... Operazione fisco!, regia di Giuliano Carnimeo (1964)
- Se permettete parliamo di donne, regia di Ettore Scola (1964)
- I predoni della steppa, regia di Tanio Boccia (1964)
- Il mistero dell'isola maledetta, regia di Piero Pierotti (1964)
- I due evasi di Sing Sing, regia di Lucio Fulci (1964)
- Maciste alla corte dello Zar, regia di Tanio Boccia (1964)
- ...e la donna creò l'uomo, regia di Camillo Mastrocinque (1964)
- Un tango dalla Russia, regia di Cesare Canevari (1965)
- Uccideva a freddo, regia di Guido Celano (1966)
- Agente 070 - Thunderbay missione Grasshopper, regia di Burton van Hooven (1966)
- L'uomo del colpo perfetto, regia di Aldo Florio (1967)
- L'immorale, regia di Pietro Germi (1967)
- C'era una volta un gangster, regia di Marco Masi (1969)
- Buon funerale amigos!... paga Sartana, regia di Giuliano Carnimeo (1970)
- Il magnifico Robin Hood, regia di Roberto Bianchi Montero (1970)
- Il tredicesimo è sempre Giuda, regia di Giuseppe Vari (1971)
- Il santo patrono, regia di Bitto Albertini (1972)
- Seminò morte... lo chiamavano il Castigo di Dio!, regia di Roberto Mauri (1972)
- Sollazzevoli storie di mogli gaudenti e mariti penitenti - Decameron nº 69, regia di Romano Gastaldi (1972)
- Il giustiziere di Dio, regia di Franco Lattanzi (1972)
- Novelle licenziose di vergini vogliose, regia di Aristide Massaccesi (1973)
- La morte ha sorriso all'assassino, regia di Aristide Massaccesi (1973)
- Eroi all'inferno, regia di Aristide Massaccesi (1973)
- Livia, una vergine per l'impero, regia di Aristide Massaccesi (1973)
- Zanna Bianca alla riscossa, regia di Tonino Ricci (1974)
- Le scomunicate di San Valentino, regia di Sergio Grieco (1974)
- Scusi, si potrebbe evitare il servizio militare?... No!, regia di Luigi Petrini (1974)
- Furia Nera, regia di Demofilo Fidani (1974)
- Profondo rosso, regia di Dario Argento (1975)
- La Bolognese, regia di Alfredo Rizzo (1975)
- Roma violenta, regia di Franco Martinelli (1975)
- Roma drogata la polizia non può intervenire, regia di Lucio Marcaccini (1975)
- Telefoni bianchi, regia di Dino Risi (1976)
- Bluff - Storia di truffe e di imbroglioni, regia di Sergio Corbucci (1976)
- Italia a Mano Armata, regia di Marino Girolami (1976)
- La bravata, regia di Roberto Bianchi Montero (1977)
- I peccati di una giovane moglie di campagna, regia di Alfredo Rizzo (1977)
- Mogliamante, regia di Marco Vicario (1977)
- SS Lager 5 - L'inferno delle donne, regia di Sergio Garrone (1977)
- Il grande attacco, regia di Umberto Lenzi (1978)
- Sono fotogenico, regia di Dino Risi (1980)
- Eva Man (Due sessi in uno), regia di Antonio D'Agostino (1980)
- Orinoco - Prigioniere del sesso, regia di Edoardo Mulargia (1980)
- Pierino contro tutti, regia di Marino Girolami (1981)
- Cercasi Gesù, regia di Luigi Comencini (1982)
- Sfrattato cerca casa equo canone, regia di Pier Francesco Pingitore (1983)
- Dagobert, regia di Dino Risi (1984)
- Massimamente folle, regia di Marcello Troiani (1985)

### Televisione
- I racconti del maresciallo – miniserie TV (1968)
- Le inchieste del commissario Maigret – serie TV (1968)
- Stasera Fernandel – serie TV (1968)
- I giovedì della signora Giulia – miniserie TV (1970)
- L'età di Cosimo de Medici – miniserie TV (1973)
- All'ultimo minuto – miniserie TV (1973)
- Un certo Marconi, regia di Sandro Bolchi – film TV (1974)
- Sotto il placido Don – miniserie TV (1974)
- I vecchi e i giovani – miniserie TV (1978)
- Con gli occhi dell'occidente – miniserie TV (1979)
- I ragazzi di celluloide – miniserie TV (1981)
- Cuore – miniserie TV (1984)